# Куру (річка)
Куру́ (фр. Kourou) — річка, що протікає у Французькій Гвіані. Впадає в Атлантичний океан. Утворює естуарій, в якому розташоване місто Куру і споруджена стоянка для яхт. Площа водозбірного басейну - 2000 км. Середня витрата води - 3000 м³/с. 

## Гідрографія
Річка бере свій початок на височини, розташованої на північний захід від гір Багот, в екваторіальних лісах. Висота витоку - 130 м над рівнем моря. Її довжина становить 143,7 км . Найбільші притоки Куру, від витоку до гирла:
- Праві: Насьйональ, Галіба, Балана, Пасура.
- Ліві: Сіннамарі, Кампі, Фоссе, Горіго, Куї, Каіман, Синь-Рук.

## Екологія
Вода в Куру сильно замутнена через бруд, який вимиває з лісових ґрунтів, також як і в інших річках джунглів. Недалеко від насосної станції, що постачає місто Куру питною водою, знаходиться золотодобувний рудник, що скидає ртуть в одну з приток річки .

## Фауна
У річці водиться 73 види риби. Багато видів використовуються в їжу місцевими мешканцями. На берегах Куру мешкають урубу.